# Schakschuka
Schakschuka (andre skrivemåder: Shakshuka, Shakshoka, Shakshouka) er en specialitet i det nordafrikanske og arabiske køkken. Retten tilberedes af pocherede æg i en sauce af tomater, chiliskiver og løg.
Retten der er en nationalret i mange arabiske lande, herunder Israel som overvejende spises til morgenmad, stammer formodentlig fra Tunesien, Morokko, Algeriet, Yemen, Libyen og Ægypten. Den blev sandsynligvis indført til Israel af de allerede beboende palæstinensere, men også af tunesiske og andre maghrebiniske jøder, hvor den opnåede stor popularitet.
Ændrede former er også udbredt i andre lande, som for eksempel i Tyrkiet, hvor en sakşuka ikke tilberedes med æg men med aubergine, squash, kartofler og yoghurt. I Algeriet er chakhchoukha almindelig. Disse retter tilberedes uden æg, men med semulje, lammekød, auberginer og squash.

## Tilberedning
Shakshuka tilberedes traditionelt af æg, tomatpuré, chiliskiver og løg. Men også andre varianter med paprika, feta, auberginer og spinat er almindelige. 
De i strimler snittede løg og chili- eller paprikaskiver bliver i en stegepande rørt i olivenolie og stuves til de er glasagtige. Efterfølgende tilsættes tomater, tomatpuré og krydderier som hvidløg, spidskommen og peber. Det hele koges i ca 10 minutter. De udslåede æg tilsættes forsigtig, og pocheres med lukket grydelåg fire til fem minutter. Til slut tilsættes lidt persille og andre krydderier. 
Retten bliver ofte serveret med franskbrød eller pita og nydes direkte fra panden. 